# Ház az utca végén
A Ház az utca végén (eredeti cím: House at the End of the Street) egy 2012-es amerikai horror-thriller, melyet Mark Tonderai rendezett, a főszereplők Jennifer Lawrence, Max Thieriot, Gil Bellows és Elisabeth Shue.
A film története egy Elissa nevű tizenéves lány körül forog, aki a nemrégiben elvált anyjával együtt új környékre költözik. Hamarosan észreveszik, hogy az a ház van az utca végén, ahol borzalmas kettős gyilkosság történt. Egy lány, akit Carrie Anne-nek hívnak, nyomtalanul eltűnt. Elissa és Carrie Anne bátyja, Ryan között kapcsolat kezd kialakulni, aki most egyedül él a házban.
Annak ellenére, hogy a film negatív válaszokat kapott a kritikusoktól, kereskedelmi szempontból jól teljesített.

## Történet
|  | Alább a cselekmény részletei következnek! |

A film nyitójelenetében egy fiatal pszichopata lány a viharos éjszaka közepén kalapáccsal megöli a szüleit.
Négy évvel később egy nemrég elvált asszony, Doktor Sarah Cassidy (Elisabeth Shue), és 17 éves lánya, Elissa (Jennifer Lawrence) egy kis előkelő városba költöznek. A házuk közelében az a ház van, ahol a lemészárolt család lakott. Carrie Anne Jacobson megölte a szüleit, majd elmenekült az erdőbe, és azóta soha többé nem látták. Carrie Anne bátyja, Ryan Jacobson (Max Thieriot) az egyetlen túlélő. Ryan jelenleg egyedül él és gyűlöli az ő szomszédját; Bill Weaver (Gil Bellows), egy helyi rendőr és Ryan egyetlen támogatója.
Az anya-lánya kapcsolat egyre rosszabbodik, amikor Elissa komolyabban kezd Ryan iránt érezni. Az anyja ellenzi hogy együtt legyenek kettesben, de Elissa elmondja hogy Ryan magányos és kedves, szelíd fiú. Ryan megbízik Elissában és elmondja neki, hogy Carrie Anne véletlenül sérült meg, amikor még kicsi volt. Jobban kellett volna rá vigyáznia, amikor a szülők kábítószer-hatás alatt álltak. Az elszenvedett baleseti agykárosodás tette őt rendkívül agresszívé, ami miatt megölte a szüleit. Rájövünk, hogy Ryan titokban vigyáz a már látszólag felnőttebb Carrie Annere (Eva Link) egy rejtett szobában. Amikor Carrie Anne elmenekül, Ryan véletlenül megöli őt, miközben megpróbálja elrejteni mások elől. Bánatában elmegy az egyik étterembe, ahol találkozik egy kedves, Peggy (Jordan Hayes) nevű pincérnővel.
Amikor a zabolátlan középiskolás fiúk felveszik Ryan ellen a harcot, elmenekül az erdőbe. Elissa viszont elhajt a házához, hogy eloltsa a tűzet, amit próbáltak felgyújtani. Észreveszi, hogy tampon van a konyha szemetesében és gyanakodva körbevizsgálja a házat. Megtalálja a titkos szobát, ahol megtámadja Carrie Anne, akiről kiderül hogy valójában Peggy. Ryan benyugtatózza "Carrie Annet" miközben kétségbeesetten kiabál. Elissának azt mondja, hogy várja meg odafenn, de közben megtalálja Peggy pénztárcáját a konyhában. Nyilvánvalóvá válik, hogy Ryan elrabolt egy Carrie Annehez hasonló pincérnőt. Elissa megpróbálja elhagyni a házat, de a fiú leüti őt.
Elissa amikor felébred, megkötözve találja magát. Ryan elmondja, hogy Carrie Anne valóban meghalt a hintabalesetben, és a szülei őt büntették érte. Kiderül, hogy ő volt az aki megölte őket. Elmondja, hogy akarja Elissát, de szüksége van Carrie Anne-re is, csak nem lehetnek egyszerre mindketten ott. Weaver rendőrtiszt megérkezik Ryan házához, hogy megkeresse Elissát, de Ryan leszúrja őt és meghal. Közben Elissa kiszabadítja magát, majd megpróbál elmenekülni, de Ryan elkapja őt, és a kocsija csomagtartójába teszi Peggy holtteste mellé. Sarah is megérkezik a házhoz, őt is leszúrja Ryan. Elissának sikerül kiszabadítania magát a fogságból és végül lelövi Ryant Weaver fegyverével.
Elissa és Sarah elköltöznek; Ryan pszichiátriai osztályra kerül. Egy visszaemlékezés megmutatja, hogy a fiatal Ryan születésnapi gyertyái lassan már elolvadnak. Az anyja "Carrie Anne"-nek hívja, és amikor Ryan tiltakozik, hogy az ő neve Ryan, s nem Carrie Anne, pofon vágja őt; kiderül, hogy a szülei arra kényszerítették, hogy a ruháit úgy viselje, mint Carrie Anne a halála előtt.
|  | Itt a vége a cselekmény részletezésének! |

## Szereplők
| Színész           | Szerep                  | Magyar hang        | Magyar hang        |
| Színész           | Szerep                  | 1. változat (2014) | 2. változat (2015) |
| ----------------- | ----------------------- | ------------------ | ------------------ |
| Jennifer Lawrence | Elissa Cassidy          | Csuha Borbála      | Földes Eszter      |
| Elisabeth Shue    | Sarah Cassidy           | Söptei Andrea      | Orosz Anna         |
| Max Thieriot      | Ryan Jacobson           | Fehér Tibor        | Baráth István      |
| Eva Link          | Carrie Anne             |                    | Vági Viktória      |
| Gil Bellows       | Bill Weaver rendőrtiszt | Jakab Csaba        | Kőszegi Ákos       |
| Nolan Gerard Funk | Tyler Reynolds          | Jakab Márk         | Szkárosi Márk      |
| Joy Tanner        | Bonnie Reynolds         | Ullmann Mónika     | Mics Ildikó        |
| Craig Eldridge    | Dan Gifford             | Bezerédi Zoltán    | Galbenisz Tomasz   |